# Lò Thị Hoàng
Lò Thị Hoàng (* 6. Oktober 1997) ist eine vietnamesische Leichtathletin, die sich auf den Speerwurf spezialisiert hat.

## Sportliche Laufbahn
Erste internationale Erfahrungen sammelte Lò Thị Hoàng 2016 bei den Juniorenasienmeisterschaften in der Ho-Chi-Minh-Stadt, bei denen sie mit einer Weite von 41,44 m den neunten Platz belegte. 2019 gewann sie bei den Südostasienspielen in Capas mit einem Wurf auf 53,77 m die Silbermedaille hinter der Thailänderin Natta Nachan. 2022 siegte sie dann bei den Südostasienspielen in Hanoi mit neuem Spiele- und Landesrekord von 56,37 m.
In den Jahren von 2019 bis 2021 wurde Lò vietnamesische Meisterin im Speerwurf.